# كوري فورد
كوري فورد (بالإنجليزية: Corey Ford)‏ هو كاتب سيناريو أمريكي، ولد في 29 أبريل 1902 في نيويورك في الولايات المتحدة، وتوفي في 27 يوليو 1969 في هانوفر في الولايات المتحدة.

## وصلات خارجية
- كوري فورد على موقع IMDb (الإنجليزية)
- كوري فورد على موقع قاعدة بيانات الفيلم (الإنجليزية)